# Sains
Sains é uma comuna francesa na região administrativa da Bretanha, no departamento Ille-et-Vilaine. Estende-se por uma área de 10,16 km². Em 2010 a comuna tinha 479 habitantes (densidade: 47,1 hab./km²).